# Paisley Gilmour Street
Paisley Gilmour Street – stacja kolejowa w Paisley, w hrabstwie Renfrewshire, w Szkocji. Stacja została otwarta w 1840. Znajdują się tu 3 perony.